# Clopodia

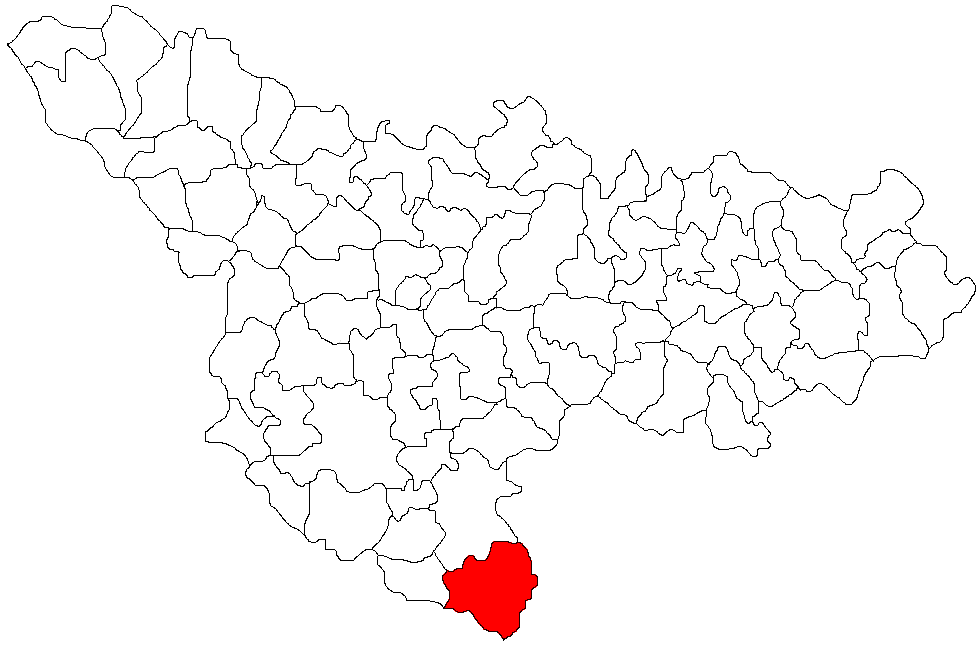
Lage der Gemeinde Jamu Mare im Kreis Timiș

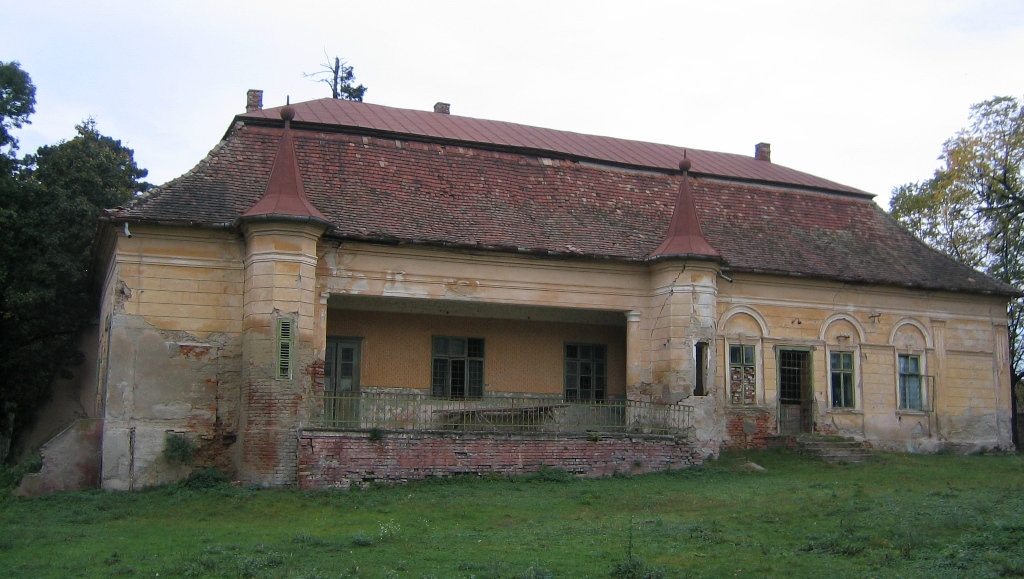
Das ehemalige Herrschaftshaus Petala

Clopodia (deutsch Klopodia (volkstümlich Klogodin), ungarisch Klopódia, serbisch-kyrillisch Клоподија) ist ein Dorf im Kreis Timiș, Banat, Rumänien. Clopodia gehört zur Gemeinde Jamu Mare.

## Geografische Lage
Clopodia liegt im Süden des Kreises Timiș, an der Nationalstraße DN57 und an der Eisenbahnstrecke Buziaș-Jamu Mare.

## Nachbarorte
| Percosova | Șemlacu Mic                                 | Tirol        |
| Gherman   | Kompassrose, die auf Nachbargemeinden zeigt | Surducu Mare |
| Jamu Mare | Lățunaș                                     | Brezon       |

## Geschichte
1323 wurde eine Siedlung namens Bocorundia auf dem Gebiet des heutigen Dorfes Clopodia erwähnt. 
1598 erscheint die Ortschaft Klopotiva erstmals in einem türkischen Defter erwähnt.
Klopodia war ursprünglich eine slawische Siedlung, was aus den vielen slawischen Toponymen des Ortes ersichtlich ist: der Bach Vrela oder Flurnamen wie Prisaca. Der Ortsname stammt laut Heimatforschern aus dem slawischen Klepatitj, was murmeln des Baches bedeutet. Von den Deutschen der umliegenden Nachbargemeinden wurde der Ort Klogodin genannt.
Auf der Josephinischen Landaufnahme von 1717 ist der Ort mit 42 Häusern eingetragen und gehört zu dem Distrikt Werschetz. Nach dem Frieden von Passarowitz (1718), als das Banat eine Habsburger Krondomäne wurde, war Klopodia Teil des Temescher Banats.
1790 wurde der Ort mit Deutschen und 1862 mit Böhmen besiedelt. Untypisch für das Banat waren die Reformierten die zahlenmäßig stärkste Konfessionsgruppe, die sich 1913 eine eigene Kirche bauten. Außerdem lebten in Klopodia Katholiken und Nazaräer.
Das Vekerle-Petala-Kastell, das 1840 erbaut wurde, ist heute historisches Nationaldenkmal und der Park des Kastells dendrologischer Park. 
Nach der Dreiteilung des Banats am 4. Juni 1920 infolge des Vertrags von Trianon fiel Klopodia an das Königreich Rumänien. Seitdem ist Clopodia die amtliche Ortsbezeichnung.

## Demografie
| 1880 | 1512 | 648 | 140 | 277 | 447 |
| 1910 | 2031 | 723 | 447 | 420 | 441 |
| 1930 | 1916 | 718 | 296 | 466 | 436 |
| 1977 | 1107 | 678 | 150 | 164 | 115 |
| 2002 | 788  | 616 | 97  | 32  | 43  |